# Ибн Фаллус
Исмаил ибн-Фуллус (полное имя — Шамс ад-Дин Абут-Тахир Исмаил ибн-Ибрагим ибн-Гази ибн-Али ибн Мухаммад аль-Ханафи аль-Маридини; 1194—1252) — арабский египетский математик Золотого века ислама. Во время паломничества в Мекку он написал эпитому по теории чисел (сохранившемся в рукописи), в котором, основываясь на трудах Никомаха, добавил три новых совершенных числа (33 550 336; 8 589 869 056 и 137 438 691 328) к четырём, уже открытым греками.
В его таблицу также вошли семь других предполагаемых совершенных чисел, которые, как теперь известно, неверны. Рошди Рашед считает, что ошибки возникли из-за чрезмерного доверия к методу Никомаха.
Эта работа не дошла до Европы, и три совершенных числа были заново открыты там только в эпоху Возрождения, в том числе Пьетро Катальди.